# Siam Square (film 2017)
Siam Square è un film horror thailandese del 2017 diretto da Pairach Khumwan, ambientato nell'omonimo quartiere di Bangkok.

## Trama
Un gruppo di studenti di Bangkok in procinto di dare degli importanti esami nazionali decide di provare ad evocare uno spirito maligno, un gesto che si dice essere propiziatorio per questi test. Intanto, nella notte si aggira uno spirito di una ragazza scomparsa trent'anni prima.